# برزيميسو الثاني
كان برزيميسو الثاني (14 أكتوبر 1257-8 فبراير 1296)، دوق بوزنان منذ 1257 حتى 1279، وبولندا الكبرى منذ 1279 حتى 1296، وكراكوف منذ 1290 حتى 1291، وغدانسك بوميرانيا (بومريليا) منذ 1294 حتى 1296، ثم ملك بولندا منذ 1295 حتى وفاته. كان أول من حصل على لقب الملك بالوراثة، بعد مدة طويلة من الدوقات البولنديين الكبار وملكين اسميين، فأعاد بذلك بولندا إلى رتبة المملكة. كان برزيميسو عضوًا في فرع بولندا الكبرى لمجلس آل بياست باعتباره الابن الوحيد للدوق برزيميسو الأول والأميرة السيليزية إليزابيث. وُلد برزيميسو بعد وفاة والده، فتربى في بلاط عمه بوليسلاف المتدين، إذ حكم منطقته الخاصة، وهي دوقية بوزنان، في عام 1273. حكم أيضًا دوقية كاليش بعد ست سنوات من وفاة عمه.
شارك برزيميسو الثاني في الشؤون الإقليمية فقط في الفترة الأولى من حكومته، فشارك أولًا في تعاون وثيق ثم في تنافس مع دوق فروتسواف هنريك الرابع بروبس. تسببت هذه السياسة في تمرد عائلة زاريمبا المشهورة حينها، والخسارة المؤقتة لفيالون. سعى برزيميسو من خلال العمل مع رئيس أساقفة جنازنة، يعقوب شفينكا، إلى توحيد إمارات سلالة بياست. تمكن من الحصول على دوقية كراكوف بشكل غير متوقع في عام 1290 وبإرادة هنريك الرابع بروبس، وحصل بذلك على لقب دوق بولندا الأعلى. قرر برزيميسو الثاني أخيرًا الانسحاب من بولندا الصغرى، التي كانت آنذاك تحت حكم سلالة برميسل، وذلك بسبب عدم وجود دعم كافٍ من النبلاء المحليين (الذين دعموا عضوًا آخر من سلالة بياست، وهو فواديسواف الأول)، ومواجهته لتهديدات الملك فاكلاف الثاني ملك بوهيميا المتزايدة.
انضم برزيميسو في عام 1293 إلى تحالف وثيق مع أمراء كويافيا مثل فواديسواف الأول (الملقب بطول الكوع)، وكازيمير الثاني من وينتشيتسا بفضل وساطة رئيس الأساقفة يعقوب شفينكا. كان هذا التحالف معاديًا للبوهيميين، وتجسد هدفه باستعادة كراكوف، ولكنها أصبحت بعد ذلك في يد الملك فاكلاف الثاني.
ورث برزيميسو الثاني بومريليا بعد وفاة الدوق ميستوين الثاني في عام 1294 ووفقًا لمعاهدة كوبنو الموقعة في عام 1282. عزز هذا موقفه ومكنه من تتويجه ملكًا لبولندا. أقيمت المراسم في 26 يونيو 1295 في جنازنة، وأداها حليفه رئيس الأساقفة يعقوب شفينكا. قُتل برزيميسو الثاني بعد تسعة أشهر فقط، في 8 فبراير 1296، خلال محاولة اختطاف فاشلة من قبل رجال من مرغريفيي براندنبورغ، وبمساعدة بعض العائلات النبيلة البولندية في ناوتش وزاريمبا.

## الميلاد والتسمية
وُلد برزيميسو الثاني في 14 أكتوبر 1257 في بوزنان، وهو الطفل الخامس والابن الوحيد لدوق بولندا الكبرى برزيميسو الأول وزوجته إليزابيث ابنة الدوق هنري الثاني المتدين من سيليزيا. وُلِد في الصباح، وعُرِف ذلك بسبب سجل بولندا الكبرى التاريخي الذي ذكر أن الأرملة الدوقة إليزابيث أنجبت ولدًا عندما كان قساوسة المدينة وشرائعها ينشدون صلاة الصباح. أنشد رجال الدين المحليون ترنيمة نحمدك يا الله عند سماعهم نبأ الولادة. عُمِّد الأمير على يد أسقف بوزنان بوغوفاو الثالث بعد ولادته بفترة وجيزة.
ذكر سجل بولندا الكبرى التاريخي تسمية برزيميسو الثاني على اسم والده، الذي توفي قبل أربعة أشهر من ولادته، في 4 يونيو 1257. بدا شكل الاسم في أيام معاصريه بالتأكيد مثل برزيميس أو ربما برزيميشه. يمكن الاعتبار، وبشكل عقلاني، بأن اسمه كان شكلًا صحيحًا من اسم برزيميسواف، نظرًا لحقيقة أن كلمة «برزيميس» (بالإنجليزية: الصناعة) تعني إنتاج سلعة أو خدمة في الاقتصاد الحالي، خاصة وأن هذا الشكل هو بلا شك أكثر تبعية للعصور الوسطى (بدءًا من أوائل القرن الرابع عشر). هناك اسم آخر ربما كان دوق بولندا الكبرى معروفًا به، وفقًا لإشارات كتاب كولباسكي السنوي، وهو بيتر (البولندية: بيوتر)، ولكن أوسوالد بالزر اعتبر هذا خطأ واضحًا. كان كاجميج غورسكي المؤرخ الوحيد الذي اعترف بأن بيتر هو اسمه الأصلي.
لم توجد أي مصادر حول تأكيد الحكام المعاصرين لأي معلومات حول اللقب، ولكن هناك مصادر متعلقة بالترتيب التيوتوني منذ عام 1335 أطلقت عليه اسم كيناست. يُلقَّب أحيانًا في التأريخ الحالي باسم بوستيوموس (البولندية: بوغروبوفيس)، ولكن هذا الاسم لم يحقق القبول عالميًا.